# Dirceu Mendes Arcoverde

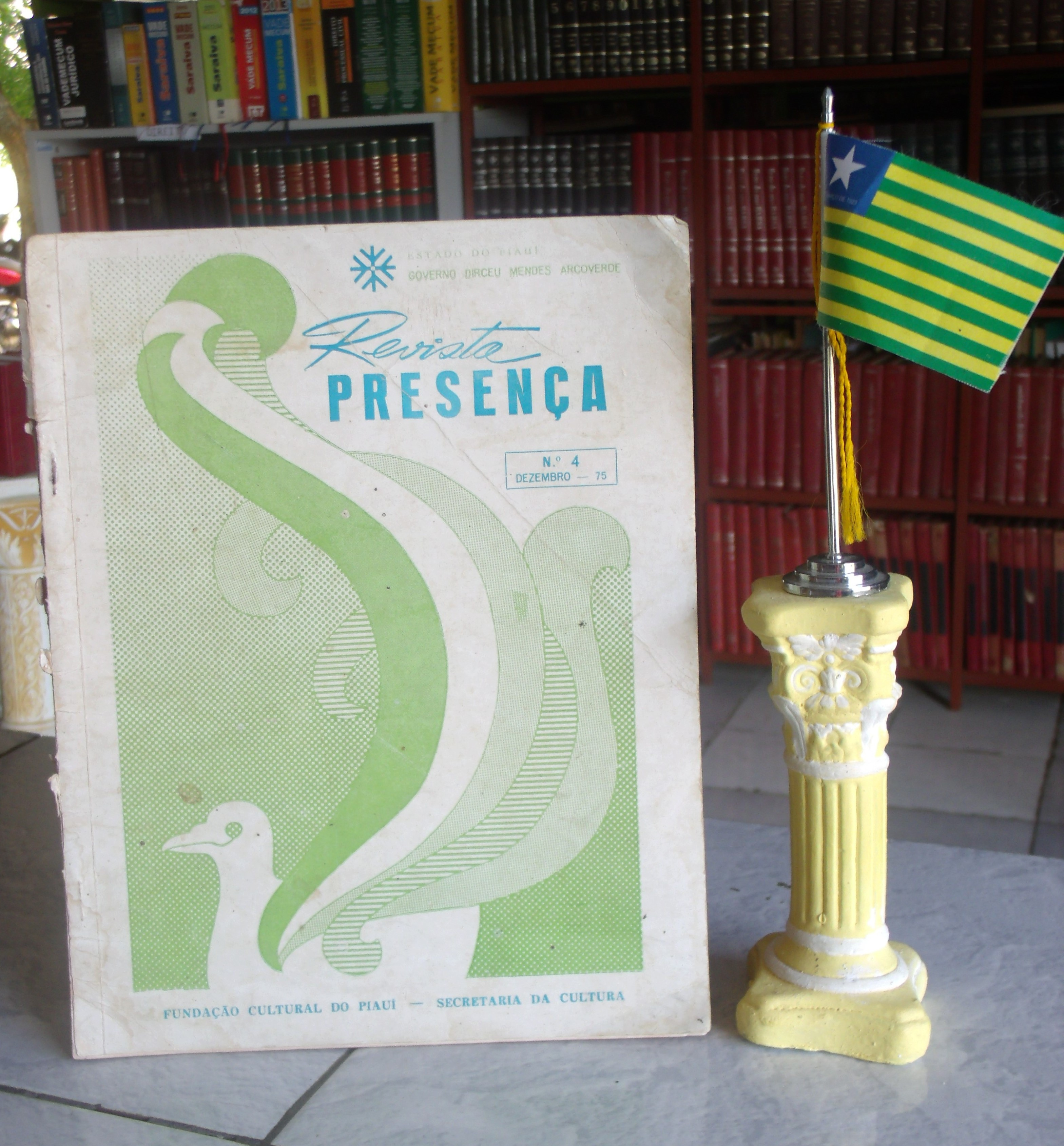
Edição n 4 da Revista Presença de dezembro de 1975 com a logomarca do governo de Dirceu Arcoverde. A publicação atualmente, 2018, tem edição é a cargo do Conselho Estadual de Cultura do Piauí e a publicação é pela Secretaria da Cultura do Estado do Piauí. (Foto: Moacir Ximenes)

Dirceu Mendes Arcoverde (Amarante, 7 de setembro de 1925 — Brasília, 16 de março de 1979) foi um médico e político brasileiro que foi eleito governador do Piauí em 1974 após indicação do presidente Ernesto Geisel. Em 1978 elegeu-se senador tendo falecido pouco menos de dois meses após iniciar seu mandato.

## Dados biográficos
Filho de Miguel Arcoverde Vieira e Augusta Mendes Arcoverde. Estudou em Belém e depois foi residir na capital fluminense como pensionista da União Nacional dos Estudantes até formar-se em Medicina na Universidade Federal do Rio de Janeiro sendo depois professor no Instituto de Educação Antonino Freire e na Universidade Federal do Piauí.

## Carreira política

Em 1974.

Secretário de Saúde durante o primeiro governo Alberto Silva, possuía vínculos com a UDN e foi apontado pelas lideranças da ARENA como alternativa às eleições de 1974 numa postura onde o grupo de Petrônio Portela visava recuperar o comando político do estado o qual perdera devido à escolha de Alberto Silva pelo presidente Emílio Garrastazu Médici há quatro anos graças aos apelos de políticos cearenses como Virgílio Távora e também com o fito de contemplar as várias correntes políticas abrigadas na ARENA de modo a impedir defecções.
Preterido em sua intenção de indicar o governador do estado em 1970, Petrônio Portela assumiu a presidência nacional da ARENA após a morte de Filinto Müller e foi encarregado pelo presidente Ernesto Geisel de coordenar a escolha dos governadores de estado a serem eleitos indiretamente em 1974. Em relação ao Piauí sua escolha fixou-se em um nome de sua confiança e que ao mesmo tempo conhecesse as estratégias políticas de Alberto Silva, o que resultou em Dirceu Arcoverde. Eleito governador em 3 de outubro de 1974 e empossado à 15 de março do ano seguinte, Arcoverde ocupou o Palácio de Karnak até 14 de agosto de 1978 quando renunciou em prol do vice-governador Djalma Veloso.
Candidato a senador numa sublegenda da ARENA em 1978, Dirceu Arcoverde derrotou Alberto Silva que concorreu na outra sublegenda do partido governista. Tão logo assumiu o mandato, foi escolhido 2º vice-presidente do Senado Federal na chapa de Luís Viana Filho. Contudo sua estadia no parlamento foi abreviada no dia 16 de março de 1979 quando morreu vítima de um derrame cerebral que o acometera durante sua estreia na tribuna alguns dias antes.
Como forma de minorar o impacto político havido com sua perda, o presidente João Figueiredo nomeou para o cargo de ministro da Saúde o médico Waldyr Arcoverde, irmão de Dirceu Arcoverde. Para ocupar sua cadeira como senador foi efetivado Alberto Silva.

## Memória
Após o seu falecimento batizaram em seu nome diferentes prédios e logradouros públicos em todo o Piauí, entretanto as homenagens mais conhecidas são a criação do município de Dirceu Arcoverde e a de um conjunto habitacional em Teresina. Em 1980 o jornalista e advogado José Lopes dos Santos lançou o livro Dirceu Arcoverde – Missão Cumprida.
Pai de Júlio Arcoverde, eleito deputado estadual pelo Piauí em 2014 e 2018.

## Família Coelho Rodrigues
Dirceu Arcoverde faz parte da tradicional família Coelho Rodrigues de Paulistana, estado do Piauí, com raízes genealógicas na Freguesia de Paço de Sousa, no Distrito do Porto, em Portugal, visto que é pentaneto do casal Domiciana Vieira de Carvalho e Valério Coelho Rodrigues.
Seu pentavô, Valério Coelho Rodrigues, nasceu em Portugal e morou a maior parte de sua vida na Fazenda do Paulista, atualmente município de Paulistana, Piauí. Ele firmou importantes raízes históricas e sociais na Região do Nordeste e gerou uma vasta família com descendência que se projeta na política nacional do Brasil até os dias de hoje.

Como forma de homenagear Valério Coelho Rodrigues, o Governador do Piauí instituiu a Ordem Estadual Valério Coelho Rodrigues, pelo Decreto nº 15.311, de 19 de agosto de 2013, com a finalidade de agraciar cidadãos que se destacam por serviços de excepcional relevância prestados ao Estado.